# Cmentarz żydowski w Krasnymstawie
Cmentarz żydowski w Krasnymstawie – kirkut położony w Krasnymstawie przy głównej drodze na Chełm, zaraz przy lesie Borek. Zajmuje powierzchnię 1 ha.
Cmentarz został założony w drugiej połowie XIX wieku. Ostatni znany pochówek odbył się w 1943 roku. Podczas II wojny światowej hitlerowcy zdewastowali cmentarz. Zachowało się 10 nagrobków. Na niektórych zachowały się typowe zdobienia i inskrypcje w języku hebrajskim. Teren jest nieogrodzony, zaniedbany oraz zarośnięty.